# مارك ديفيس (كاتب)
مارك ديفيس (بالإنجليزية: Marc Davis)‏ (و. 1913 – 2000 م) هو كاتب سيناريو، ومحرك صور متحركة أمريكي، ولد في بيكرسفيلد، توفي في غلينديل، كاليفورنيا، عن عمر يناهز 87 عاماً.

## التعليم
تعلم في معهد الفنون في كانزاس سيتي ‏، ومعهد الفنون في سان فرانسيسكو، وOtis College of Art and Design ‏.

## جوائز
حصل على جوائز منها:
- دزني ليجندز (اساطير دزني) (1989)[7][8]
- جائزة وينسر مكاي (1982).[8]

## وصلات خارجية
- مارك ديفيس على موقع IMDb (الإنجليزية)
- مارك ديفيس على موقع قاعدة بيانات الأفلام السويدية (السويدية)
- مارك ديفيس على موقع ديسكوغز (الإنجليزية)
- مارك ديفيس على موقع قاعدة بيانات الفيلم (الإنجليزية)
- مارك ديفيس في قاعدة بيانات الأفلام على الإنترنت